# Casar de Cáceres (ort)
Casar de Cáceres är en ort i Spanien.   Den ligger i provinsen Provincia de Cáceres och regionen Extremadura, i den centrala delen av landet, 250 km väster om huvudstaden Madrid. Casar de Cáceres ligger 369 meter över havet och antalet invånare är 4 721.
Terrängen runt Casar de Cáceres är platt. Runt Casar de Cáceres är det ganska glesbefolkat, med 45 invånare per kvadratkilometer. Närmaste större samhälle är Cáceres, 10,2 km söder om Casar de Cáceres. Omgivningarna runt Casar de Cáceres är huvudsakligen savann.